# HMHS Britannic
HMHS Britannic (ang. His Majesty Hospital Ship, początkowo planowano nazwę RMS „Gigantic”) – brytyjski parowy statek pasażerski, jeden z trzech transatlantyków typu Olympic, do którego należały także „Titanic” i „Olympic”. Zatonął 21 listopada 1916.
RMS „Gigantic” został zamówiony w 1909 przez armatora White Star Line w stoczni Harland and Wolff w Belfaście w Irlandii Północnej. Po katastrofie „Titanica” w 1912 wybrano mniej pretensjonalną nazwę – „Britannic”.

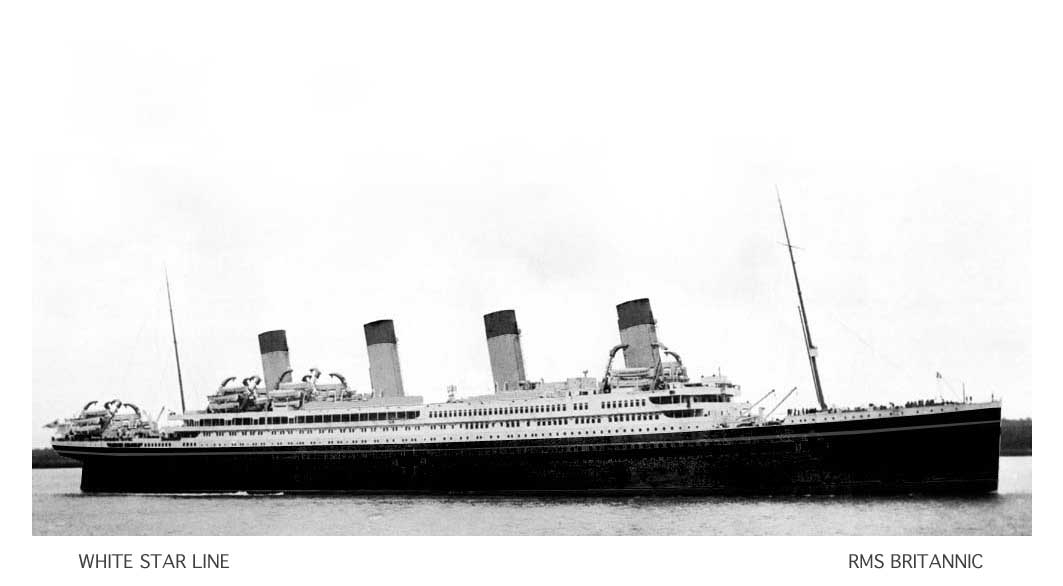
Britannic przed przebudową na statek szpitalny

Kadłub statku został zwodowany 26 lutego 1914. Po wybuchu I wojny światowej niegotowy jeszcze „Britannic” wraz z „Olympikiem” zostały zarekwirowane na potrzeby wojska. Statek przekształcono w szpitalny, przez trzy miesiące kursował na trasie Anglia-Irlandia-Francja, ponieważ wymagał czasu na dostosowanie do wymogów wojskowych. Podczas I wojny światowej „Britannic” i „Aquitania” służyły głównie do ewakuacji rannych z Mudros do Anglii.

## Rejsy Britannica
Dziewiczy rejs „Britannica” przypadł na 23 grudnia 1915 roku. „Britannic” wypłynął z Liverpoolu do Neapolu. Po drodze zatrzymał się także w Moudros na wyspie Lemnos. Do Southampton przypłynął 9 stycznia 1916 roku. Drugi rejs rozpoczął się 20 stycznia 1916 roku. Tym razem wypłynął z Southampton, dopłynął do Neapolu i wrócił do Southampton 9 lutego 1916 roku. W trzeci rejs „Britannic” wypłynął z Southampton 20 marca 1916 roku, po drodze odwiedził Neapol i miasto na Sycylii o nazwie Augusta i wrócił do Southampton 4 kwietnia 1916 roku. Czwarty rejs zaczął się w Southampton 9 września 1916 roku. Statek dotarł do miasta Cowes na wyspie Wight, do Neapolu, do Moudros i wrócił do Southampton 11 października 1916 roku. Piąty, przedostatni, rejs zaczął się w Southampton 20 października 1916 roku.
W ostatni rejs wypłynął 12 listopada 1916 roku z Southampton do Lemnos. 15 listopada minął Cieśninę Gibraltarską, a 17 listopada dotarł do Neapolu. Ze względu na niesprzyjające warunki pogodowe statek pozostał w Neapolu do 19 listopada, następnie wyruszył do Grecji.
21 listopada 1916 roku o 8:12 rano w swoim szóstym rejsie po Morzu Egejskim „Britannic” wpadł na minę postawioną przez niemiecki okręt podwodny SM U-73 i zatonął w ciągu 55 minut. Kapitan Charles Alfred Bartlett uruchomił silniki w próbie dotarcia na plażę. Gdy dziób statku wbił się w dno, „Britannic” przechylił się na sterburtę i odłamał się od dziobu. Wrak osiadł na dnie o 9:07. Jego pozycja to 37°42′05″N 24°17′02″E/37,701389 24,283889. Liczba ofiar była niewielka ze względu na wystarczającą liczbę szalup, bliskość lądu i stosunkowo ciepłe wody Morza Egejskiego. O 10:00 na miejsce katastrofy dopłynął niszczyciel HMS „Scourge” i uratował rozbitków. Na statku było około 1300 osób, spośród których zginęło 30, większość wskutek wciągnięcia przez wciąż pracujące śruby statku. Wrak „Britannica” odkrył Jacques-Yves Cousteau w 1975 roku niedaleko greckiej wyspy Keos. Wrak pozostaje dobrze zachowany na głębokości 133 metrów.

## Przebieg katastrofy
21 listopada 1916:
- 8:12 – „Britannic” wpłynął na minę. Słychać było huk i wibracje aż do kadłuba. Nastąpiło zatopienie kotłowni nr 5 i 6.
- 8:14 – Kapitan został powiadomiony o szybkim zalewaniu statku. Iluminatory na pokładzie E znalazły się pod wodą. Bartlett uruchomił silniki, próbując dostać się na plażę.
- 8:25 – Szalupy zostały wypełnione, lecz nie otrzymały pozwolenia na opuszczenie statku. Niektóre jednak opuściły go bez pozwolenia. Śruby znalazły się na powierzchni wody i zaczęły wciągać dwie szalupy. Na jednej było 29 osób, na drugiej 1 osoba.
- 8:35 – Dwie szalupy zostały pocięte przez śruby. Trzecią szalupę udało się ocalić, gdyż kilka chwil wcześniej śruby napędowe zatrzymały się. Kapitan zatrzymał statek.
- 8:50 – Szalupy otrzymały pozwolenie na opuszczenie pokładu. Po wznowieniu pracy silników Bartlett ponownie próbował dotrzeć do brzegu.
- 9:00 – Kapitan został poinformowany o tym, że wszyscy opuścili statek.
- 9:04 – Dziób „Britannica” wbił się w dno, a górna część statku nadal pozostawała ponad wodą, obracając się.
- 9:06 – Wskutek obracania się, górna część odłamała się od dziobu. „Britannic” przechylił się na sterburtę.
- 9:07 – Wrak statku osiadł na dnie Morza Egejskiego.

Historia statku została zekranizowana w filmie Britannic w reż. Briana Trencharda-Smitha z 2000 roku.